# Pristomyrmex reticulatus
Pristomyrmex reticulatus é uma espécie de formiga do gênero Pristomyrmex, pertencente à subfamília Myrmicinae.